# Gustav Gulbrandsen
Gustav Gulbrandsen (...) è un ex sciatore alpino norvegese.

## Biografia
Specialista delle prove tecniche, Gulbrandsen vinse la medaglia d'argento nella combinata e quella di bronzo nello slalom gigante ai Campionati norvegesi del 1988; non prese parte a rassegne olimpiche né ottenne piazzamenti in Coppa del Mondo o ai Campionati mondiali.

## Palmarès

### Campionati norvegesi
- 2 medaglie (dati dalla stagione 1987-1988):
  - 1 argento (combinata[senza fonte] nel 1988)
  - 1 bronzo (slalom gigante[senza fonte] nel 1988)